# André de Meeûs d'Argenteuil
Graaf André François Marie Eugène de Meeûs d'Argenteuil (Brussel, 18 november 1879 – Watermaal-Bosvoorde, 28 maart 1971) was een Belgisch generaal. Hij was onder meer grootmeester van het huis van koningin Elisabeth.

## Biografie

### Familie
Graaf André de Meeûs was een telg uit de familie De Meeûs. Hij was een kleinzoon van de stamvader Ferdinand Meeûs, bankier, financier, lid van het Nationaal Congres en volksvertegenwoordiger. Hij was de achtste van de tien kinderen van graaf Eugène de Meeûs (1834-1915) en Marie-Charlotte du Couédic de Kergoaler (1843-1925). Zoals veel andere familieleden bekwam hij bij koninklijk besluit van 17 oktober 1938 vergunning voor hem en zijn nazaten om het predicaat 'd'Argenteuil' bij zijn naam te voegen.
Hij trouwde in 1905 in Brussel met Isabelle de Villegas de Clercamp (1884-1943), dochter van graaf Alphonse de Villegas de Clercamp, burgemeester van Strombeek-Bever, en Odile Vilain XIIII. Ze kregen twee zoons en twee dochters:
- Odette de Meeûs d'Argenteuil (1906-1988), trouwde in 1929 in Watermaal-Bosvoorde met baron Jacques Pecsteen (1904-1998), zoon van baron Raymond Pecsteen, burgemeester van Ruddervoorde. Ze kregen twee zoons en twee dochters, met afstammelingen tot heden.
- Raoul de Meeûs d'Argenteuil (1907-1991), trouwde in 1934 in Brussel met Geneviève de Trannoy (1912-2006), dochter van baron Gaston de Trannoy, generaal, gemeenteraadslid van Villers-la-Ville en Olympisch ruiter. Ze kregen drie zoons en twee dochters, met afstammelingen tot heden. Hun drie zonen bekwamen in 1953 de vergunning om de naam van hun moeder 'de Trannoy' bij hun familienaam te voegen.
- Françoise de Meeûs d'Argenteuil (1910-2004), trouwde in 1935 in Watermaal-Bosvoorde met François Carton de Wiart (1908-1976), kolonel bij de cavalerie en vleugeladjudant van de koning, zoon van Albert Carton de Wiart, consul van Spanje. Ze kregen drie zoons en drie dochters, met afstammelingen tot heden.
- Hervé de Meeûs d'Argenteuil (1922-2015), trouwde in 1945 in Kuttekoven met barones Nicole de Marc de Tiège (1924-2013). Ze kregen een zoon en drie dochters, met afstammelingen tot heden.

### Loopbaan
De Meeûs d'Argenteuil doorliep een loopbaan bij de cavalerie van het Belgische leger die hij beëindigde met de graad van generaal-majoor. Als militair fungeerde hij in dienst van de koninklijke familie. Van 1920 tot 1944 was hij grootstalmeester (grand écuyer) onder Albert I en Leopold III. Hij was ook adjudant van de koning.
In mei 1940 voerde kolonel de Meeûs het bevel over het rekruteringscentrum van het Belgische leger in Béziers. Hij reageerde publiekelijk op de redevoering die premier Hubert Pierlot voor de Franse radio hield en waarin hij koning Leopold III bekritiseerde. Enkele dagen later werd de Meeûs van zijn functie ontheven.
Na zijn militaire carrière werd hij grootmeester van het huis van koningin Elisabeth. Ook werd hij in 1950 grand écuyer van de voormalige koning Leopold III.